# El beso
El Beso ist eine der Legende aus Gustavo Adolfo Bécquers Leyendas. Die toledianische Legende wurde erstmals am 27. Juli 1863 in „La América“ in Madrid veröffentlicht.

## Handlung
Während des Unabhängigkeitskrieges (1807–1814) wird ein junger Offizier des französischen Militärs mit seiner Truppe in einem alten Kloster in der Stadt Toledo untergebracht. In seiner ersten Nacht entdeckt er in der großen Kapelle des baufälligen Gebäudes die Statue von Elvira de Castañeda, die andächtig kniet. Der Soldat wird sofort von der marmornen Schönheit der Dame verzaubert. Neben ihr findet sich auch ihr Ehemann, der betend darnieder kniet. Von diesem Moment an befällt den Offizier ein Gefühl der Eifersucht.
Am nächsten Tag erzählt er seinen Kameraden von seiner einmaligen Verliebtheit und lädt sie zu einer nächtlichen Feier ein, bei der sie seine Angebetete kennenlernen sollen. Am Abend kommen sie zum Kloster, zünden ein Feuer an, um sich zu wärmen, und der verliebte Offizier zeigt ihnen die Statue seiner angebeteten Dame, woraufhin alle ihre große Schönheit loben. Dann beginnen sie zu trinken und zu singen. Nachts, als der Alkohol seine Wirkung entfaltet, geht der junge Mann zur Statue des Ehemannes und wirft ihm seinen Becher ins Gesicht in einer Art Kampfansage. 
Danach, in seiner Trunkenheit, durch eine sonderbare Leidenschaft begibt sich er zu seiner Dame mit der Intention sie zu küssen. Daraufhin versetzt der steinerne Ehemann ihm einen tödlichen Schlag, was seine Kameraden zutiefst schockiert.

## Struktur
Die Erzählung gliedert sich in drei Teile. 
Der erste Teil beschreibt hauptsächlich wie die französischen Truppen im Kloster ankommen und die erste Nacht verbringen. Die Protagonisten tauchen hier noch nicht auf.
Der zweite und dritte Teil sind der Knotenpunkt der Erzählung. Am nächsten Tag erzählt der verliebte Offizier seinen Kameraden er sei mitten in der Nacht aufgewacht und habe die Statue seiner Angebeteten gefunden und sei sofort von ihr entzückt gewesen (Erzählung in der Erzählung). Daraufhin lädt er seine Kameraden ein, sie in der folgenden Nacht kennenzulernen.
Im dritten und längsten Teil wird das nächtliche Gelage sowie die Herausforderung des Ehemanns geschildert. Im letzten Satz kommt es zur Auflösung der Geschichte: Der verliebte Offizier wird von einem tödlichen Schlag des steinernen Ehemannes getroffen.

## Erzähler
Der Erzähler ist allwissend und schildert das Geschehen in der ersten Person. 
Wobei er an einigen Stellen in einen Plural der Höflichkeit wechselt: aber unser Held ..., gemäß lassen wir gesagt sein...
Der Bericht des verliebten Offiziers wird aus der ersten Person geschildert. 

## Die Personen
- Der junge Offizier, manchmal Hauptmann genannt. Er wird als junger Mann beschrieben, der Perfektion in der Schönheit sucht und sich an der puren Liebe berauscht. Er ist tapfer, träumerisch, tollkühn und eifersüchtig. Er entspricht dem Klischee des romantischen Mannes.
- Die Statue von Elvira de Castañeda hat eine unbewegliche Rolle. Sie repräsentiert das Ideal unerreichbarer Güte, Schönheit und Reinheit. Ihre Haltung ist flehentlich und unterwürfig.
- Die Statue ihres Ehemannes in der Gestalt eines Soldaten. Er wird ohne Entwicklung als Rivale, treuer Ehemann und Beschützer dargestellt. Er bestraft den frevelhaften Soldaten, der seine Frau bedrängt.
- Die Kameraden des Offiziers haben nur eine nebensächliche Bedeutung als Zeugen und teilweise Teilnehmer der Geschehnisse.

## Ort
Die Handlung findet in der Stadt Toledo statt. Es werden einige Gebäude genannt: Die Alcazar, das Kloster von San Juan de los Reyes, die Puerta del Sol und der Platz von Zocodover. Manche von ihnen tauchen auch in anderen Legenden von Becquér wieder auf (Der goldene Armreif). Allerdings hat keiner dieser Orte eine handlungstragende Bedeutung.